# وقواق أصفر المنقار

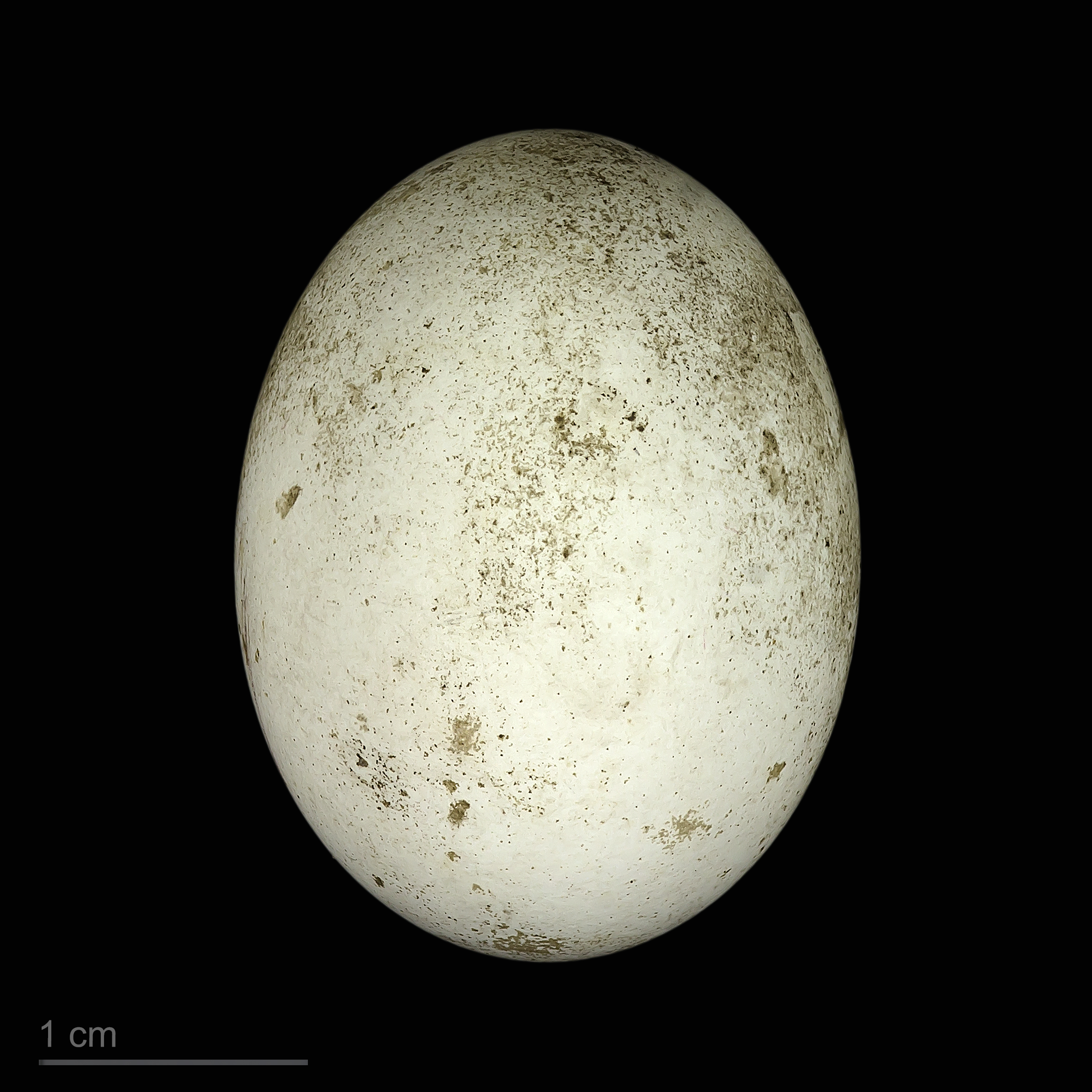
Coccyzus americanus

وقواق أصفر المنقار (الاسم العلمي: Coccyzus americanus) هو نوع من فصيلة وقواق.